# Ray Amm
Ray Amm, född 10 december 1927 i Salisbury, död 11 april 1955 i Imola, var en roadracingförare från Sydrhodesia (nuvarande Zimbabwe). Han tävlade i Roadracing-VM från 1951 till sin död. Amm vann två Grand Prix i 500-klassen och fyra i 350-klassen. Han förolyckades i en försäsongstävling på Imolabanan 1955.